# Raymund Fugger
 (février 2018).
Si vous disposez d'ouvrages ou d'articles de référence ou si vous connaissez des sites web de qualité traitant du thème abordé ici, merci de compléter l'article en donnant les références utiles à sa vérifiabilité et en les liant à la section « Notes et références ».
Pour les articles homonymes, voir Fugger.
Raymund Fugger (ou Raimund, né le 24 octobre 1489 à Augsbourg et mort le 3 décembre 1535 à Mickhausen) est un banquier et collectionneur allemand de la famille Fugger.